# Primera grabación de rock and roll
Establecer cuál fue la primera grabación de rock and roll presenta cierta complejidad  especialmente porque el término comenzó a utilizarse en 1951 en Cleveland, por el disc-jockey Alan Freed para transmitir radialmente a diversas audiencias, temas de rhythm and blues, acreditándole a él la utilización de ese término por primera vez al mismo tiempo que canciones como Good rocking tonight de 1947 de Roy Brown y consideradas como una de las posibles primeras grabaciones de rock and roll,aún estaban enmarcadas dentro de algún estilo de blues, en el caso de Good rocking tonight, el jump blues. El mismo Elvis Presley, el cual se convertiría en el máximo exponente del género, ni siquiera sabía que estaba haciendo rock and roll cuando comenzara a grabar en Memphis, Tennessee, para la compañía Sun Records, motivo por el cual su círculo de presentaciones y el ámbito de difusión se mantuvo en los locales dedicados al country y al western. 

## Las principales candidatas

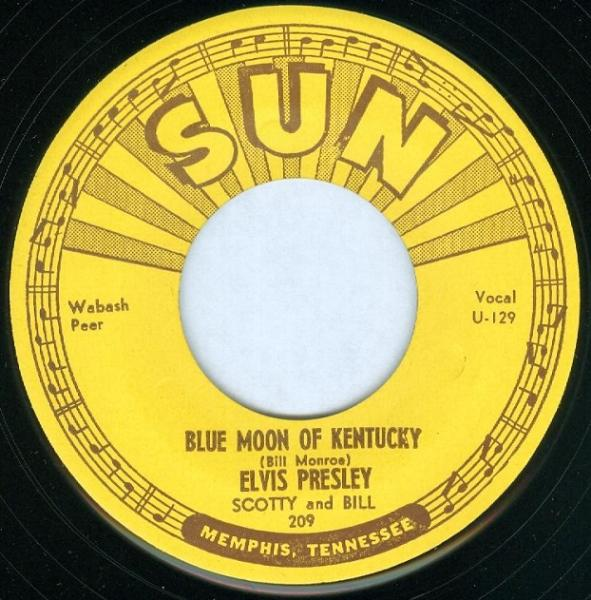
Sencillo de Elvis Presley en la compañía Sun Records conteniendo los temas That's all right/Blue Moon of Kentucky

Existe un amplio consenso en reconocer que el rock and roll apareció como un género independiente, nombrado y reconocido masivamente como tal, en la primera década posterior al fin de la Segunda Guerra Mundial en 1945.
Se trató de un proceso realizado por los músicos y la población negra estadounidense a través de la fusión de géneros de procedencia muy diversa, como el rhythm and blues (de origen afroamericano), la música country y el swing (jazz) La mezcla de estilos y géneros musicales populares negros y blancos, fue impulsada por la convivencia entre soldados de distintas procedencias sociales durante la guerra, así como por la difusión masiva que trajo la radio y el disco de vinilo.
El origen afroamericano del rock and roll cuenta con músicos fundamentales como Fats Domino, Chuck Berry, Little Richard, Bo Diddley y Muddy Waters, pero no fue hasta el ingreso al género de músicos blancos, como Bill Haley y Elvis Presley, que los medios de difusión y el público blanco estadounidense comenzó a aceptarlo masivamente, obteniendo los primeros éxitos hasta dominar el mercado. Estados Unidos por entonces era un país marcado por el racismo en el que el 89.3% de la población era considerada como "blanca pesada" en la década de 1950 y 88.6% de la población era blanca para 1960.
Dado que los nuevos sonidos que se estaban gestando en la década de 1950 sonaban demasiado afroamericano en manos de artistas como Chuck Berry o Little Richards, quienes aún se mantenían más cercanos al rhythm and blues siendo considerados músicos de ese género apenas unos años antes o por otro lado demasiado blando y blanco en manos de Bill Halley, fue Elvis logró enmendar eso, logrando un producto lo suficientemente negro como para no perder sus orígenes y a la vez lo suficientemente blanco como para conquistar al nuevo público.En ese entonces Elvis ni siquiera sabía que estaba haciendo rock and roll, motivo por el cual durante algún tiempo su circuito se sostuvo en los locales dedicados al country y al western. 
Michael Bertrand ha estudiado el fenómeno del ingreso de músicos jóvenes blancos al rock and roll, y especialmente el fenómeno de Elvis Presley, concluyendo que fue parte de una actitud generacional que comenzó a borrar las líneas raciales defendidas por la generación anterior.
En ese período se localizan las canciones más consideradas como la primera grabación de rock and roll. Entre ellas algunas son:
| Canción               | Autor                                                  | Versión                    | Año       |
| --------------------- | ------------------------------------------------------ | -------------------------- | --------- |
| Good Rockin' Tonight  | Roy Brown                                              | Roy Brown Wynonie Harris   | 1947 1948 |
| The Fat Man           | Fats Domino                                            | Fats Domino                | 1949      |
| Rock The Joint        | Harry Crafton, Wendell "Don" Keane y Harry "Doc" Bagby | Jimmy Preston Bill Haley   | 1949 1952 |
| Rocket 88             | Ike Turner                                             | Jackie Brenston Bill Haley | 1951      |
| Rock Around The Clock | Max C. Freedman y James E. Myers                       | Bill Haley                 | 1954      |
| That's All Right Mama | Arthur Crudup                                          | Elvis Presley              | 1954      |
| Maybellene            | Chuck Berry                                            | Chuck Berry                | 1955      |
| Tutti Frutti          | Little Richard                                         | Little Richard             | 1955      |

De estas canciones, Rocket 88 (Jackie Brenston), Rock Around The Clock (Bill Haley) y That's All Right (Mama) (Elvis Presley) son las que con mayor frecuencia son señaladas como la primera canción de rock and roll. Por su parte, Maybellene (Chuck Berry) suele ser considerada como la primera canción de rock and roll con guitarra eléctrica. Sin embargo no existe un acuerdo al respecto. En el libro "What was the first rock'n'roll record" (Cuál fue la primera grabación de rock and roll) de Jim Dawson y Steve Propes se analizan cincuenta canciones posibles, desde "Blues, Part 2" (1944), interpretada por Illinois Jacquet, hasta "Heartbreak Hotel" (1956), interpretada por Elvis Presley, sin poder alcanzar una conclusión definitiva.

## Los 50 años delrock and rolly una discutida decisión
Los años 1954 y 1955 fueron especialmente importantes para la generalización del rock and roll conformándose como nuevo género musical.
Ese año Bill Haley grabó Rock Around The Clock que se volvería al año siguiente en el primer éxito masivo estadounidense y mundial del rock and roll, tras haber sido incluido como escena inicial de la película "Semilla de maldad" (Blackboard Jungle). Simultáneamente Elvis Presley grababa su primera canción That's All Right (Mama). A fines de año Alan Freed, un disc-jockey que venía promoviendo el nuevo estilo musical desde sus programas de radio, impuso el término "rock and roll". Finalmente ese mismo año Leo Fender puso a la venta la guitarra eléctrica telecaster, que se volvería sinónimo de rock and roll y que sería incluida definitivamente en el nuevo estilo por Chuck Berry al año siguiente. Por otro lado Little Richard venía grabando canciones desde 1951, aunque sin mayor éxito, y que alcanzaría a fines de 1955 su primer hit con Tutti Frutti.
En síntesis: Bill Haley, Elvis Presley, Chuck Berry, Alan Freed, Little Richard y la telecaster, marcaron el momento de difusión mundial del rock and roll, resultado de un proceso que ya llevaba una década gestándose. Ante el 50.º aniversario de la difusión mundial del rock and roll, la revista Rolling Stone decidió marcar un acontecimiento que simbolizara ese momento, denominándolo con el título espectacular de "primera canción de rock and roll", aunque estrictamente el mismo fuera incorrecto y cuestionable.
En ese marco temporal 1954-1955 se sucedieron cuatro éxitos:
- That's All Right (Mama), lanzada el 5 de julio de 1954, importante por haber sido el primer disco de Elvis Presley. Es considerada como el origen del rockabilly.
- Rock Around The Clock, lanzada en mayo de 1954, por Bill Haley, pero cuya importancia radica en haberse vuelto el primer hit masivo mundial del rock and roll,  cuando fue incluido como escena inicial de la película "Semilla de maldad" (Blackboard Jungle), estrenada el 25 de marzo de 1955. Haley ya era un músico consagrado de estilos como el country, western y swing.
- Maybellene primer sencillo y primer hit de Chuck Berry, lanzada en julio de 1955, más representativa del rock and roll negro original y del papel de la guitarra eléctrica, pero algo tardía frente a las otras dos.[11]
- Tutti Frutti, primer hit de Little Richard y una de las pioneras indudables del rock and roll, lanzada en septiembre de 1955.

El periodista británico Roy Carr de New Musical Express considera que fue con las grabaciones de Elvis en la compañía Sun Records donde se creó el combo básico del rock and roll.  Coincidentemente con Roy Carr, la revista Rolling Stone decidió unilateralmente  declarar que That's All Right (Mama), de Elvis Presley fue la primera canción de rock and roll.

## Canciones precursoras delrock and roll
La lista cronológica que se transcribe abajo recoge algunas grabaciones relevantes para el debate sobre la primera grabación de rock and roll. Algunas canciones están citadas debido al contenido de sus letras, otras por sus aportes melódicos, armónicos o rítmicos.

### 1916
- La primera vez en que se usó la frase "rocking and rolling" en una grabación parece haber sido en la canción "The Camp Meeting Jubilee" (La Reunión de Campo del Jubileo) por un cuarteto vocal cuyos integrantes se ignoran, grabada por el sello Little Wonder como #339.[13] La letra contiene el siguiente texto: "We've been rockin' an' rolling in your arms / Rockin' and rolling in your arms / In the arms of Moses." (Hemos estado rockin an rolling en tus brazos / rockin an rolling en tus brazos / en los brazos de Moisés). Se trata de una canción claramente religiosa.

### 1922
- "My Daddy Rocks Me (with One Good Steady Roll)" por Trixie Smith (1922). Aunque se tocaba con un "backbeat" y tenía una de las primeras letras al estilo "romance de 24 horas" (around the clock), este lento blues no es para nada rock and roll en el sentido moderno. Por otra parte, el título ciertamente subraya el significado sexual original de la expresión rock and roll.

### 1931
- "Tiger Rag" por The Washboard Rhythm Kings (1931). Una interpretación virtualmente fuera de control, con vocales chillantes, un extraño rugido de tigre y una tabla de lavar (washboard) agresiva. Esta grabación representa a muchas jag bands y grupos de música skiffle que tenían el mismo sentimiento salvaje y rebelde del rock and roll original.

### 1938
- "Ida Red" por Bob Wills y sus Texas Playboys (1938). Una canción tradicional de origen desconocido, fue grabada por primera vez en 1924 por el grupo Fiddlin' Powers & Family. Wills convirtió en un hit instantáneo, que a su vez sirvió de base para Maybellene de Chuck Berry, grabado 17 años más tarde, en 1955. Leon McAuliffe (lap steel guitar eléctrico) y Eldon Shamblin (guitarra eléctrica) aparecen en las grabaciones con solos bastantes avanzados para la época, y característicos del western swing, influenciado por el country, jazz y blues.

- "Roll 'Em Pete" por Pete Johnson y Joe Turner (1938). Con elementos de boogie woogie y con unos magistrales versos de blues.

### 1939
- "Flying Home" por Lionel Hampton y su orquesta (1939), con un solo de saxofón por Illinois Jacquet, refinada en vivo por Arnett Cobb.

### 1947
- "Good Rocking Tonight" por Roy Brown y Wynonie Harris (1949). Ambos eran artistas negros; la versión original de Brown es un jump blues mientras que la versión de Harris es definitivamente rock and roll más moderno. Luego fue interpretada más pesadamente por Elvis Presley y menos pesadamente por Pat Boone.

### 1949
- "The Fat Man" por Fats Domino (1949). Fats incluye una trompeta al estilo wah-wah en el primero de sus 35 hits en el Top 40.

### 1950
- "Rock Me to Sleep" escrita por Benny Carter y Paul Vandervoort II (1950), grabada por Helen Humes apoyada por The Marshall Royal Orchestra.

### 1951
- "Rocket 88" por Jackie Brenston and his Delta Cats (luego Ike Turner and the Kings of Rhythm) (1951), y por Bill Haley and the Saddlemen (1951).

### 1953
- "Crazy Man, Crazy" por Bill Haley & His Comets (1953). Primera grabación de rock and roll en aparecer en las listas de la revista Billboard. No era un "cover", era original. Haley dijo que escuchó la frase en los bailes de preparatoria cuando su banda tocaba.

### 1954
- "Rock Around the Clock" por Bill Haley & His Comets (1954). Primera grabación de rock and roll en llegar a número 1. Esta canción, más que ninguna otra en particular, cumple los requisitos para ser la canción más antigua del rock, pero no es la que hace al rock imborrable del mapa americano. Tiene, de hecho, el ritmo correcto, lleva el nombre de rock en su título y contiene todos los instrumentos asociados con el género.
- "Shake, Rattle and Roll" por Big Joe Turner, Bill Haley & His Comets, y también por Elvis Presley (1956). La versión de Haley fue la primera grabación de rock and roll en convertirse en un hit internacional, siendo anterior al éxito de "Rock Around the Clock" por varios meses, aunque fue grabada después.
- "That's All Right (Mama)" por Elvis Presley (1954). Este "cover" de una canción de Arthur Crudup fue el primer sencillo de Elvis, y es posiblemente la canción más frecuentemente citada (aunque esto es materia de debate) como la primera grabación de rock and roll. Reúne todos los requisitos, el ritmo, la alegría de estar experimentando una nueva, original manera de cantar, así como la fusión de dos géneros en uno totalmente distinto, el rockabilly.

### 1955
- "Maybellene" por Chuck Berry (1955). Como 'That`s all right', de Presley, combina el rythm and blues con el country and western, pero fue grabada 12 meses después. Ha sido considerada el primer rock and roll con guitarra eléctrica.
- "Tutti Frutti" por Little Richard (1955).